# لر سینتی دامورو
لُر سینتی دامورو (فرانسوی: Laure Cinti-Damoreau‎؛ ۶ فوریه ۱۸۰۱ – ۲۵ فوریه ۱۸۶۳) بازیگر و خواننده اپرا اهل فرانسه بود.
او از شاگردانِ مارکو بوردونی و آنجلیکا کاتالانی بود و علتش شهرتش اجرای اپراهای جواکینو روسینی است.